# Dreiband-Europameisterschaft für Nationalmannschaften 2015

Logo CEB (ausrichtender Verband)

Die Dreiband-Europameisterschaft für Nationalmannschaften 2015 war die 12. Auflage dieses Turniers, dass in der Billardvariante Dreiband ausgetragen wurde. Sie fand vom 30. April bis zum 1. Mai 2015 in Brandenburg an der Havel statt.

## Spielmodus
Es nahmen 24 Mannschaften an dieser EM teil. Es gab eine Gruppenphase in der sich die Gruppensieger für die KO-Phse qualifizierten. In der KO-Phase spielten die acht Mannschaften den Titel aus. Die Partiedistanz betrug 30 Punkte in der Gruppenphase und 40 Punkte in der KO-Phase.
Bei Punktegleichstand wird wie folgt gewertet:
1. Matchpunkte (MP)
2. Partiepunkte (PP)
3. Mannschafts-Generaldurchschnitt (MGD)

## Turnierkommentar
Zum vierten Mal gewann die Niederlande die europäische Team-EM vor Belgien B und der Türkei A und Deutschland A, die beide Dritter wurden.

## Teilnehmende Nationen
| Nation         | Spieler 1         | Spieler 2             |
| -------------- | ----------------- | --------------------- |
| Niederlande A  | Dick Jaspers      | Raimond Burgman       |
| Belgien A      | Eddy Merckx       | Frédéric Caudron      |
| Griechenland A | Kostas Kokkoris   | Vangelis Moulos       |
| Spanien A      | Daniel Sánchez    | Rubén Legazpi         |
| Türkei A       | Tayfun Taşdemir   | Adnan Yüksel          |
| Deutschland A  | Martin Horn       | Christian Rudolph     |
| Frankreich A   | Jérémy Bury       | Jérôme Barbeillon     |
| Tschechien A   | Martin Bohac      | Radek Novak           |
| Luxemburg      | Ramon Hamm        | Brice Briere          |
| Schweden       | Torbjörn Blomdahl | Michael Nilsson       |
| Schweiz        | Cetin Behzat      | Pierre Alain Rech     |
| Portugal       | Rui Manuel Costa  | João Pedro Ferreira   |
| Dänemark       | Tonny Carlsen     | Brian Hansen          |
| Österreich     | Arnim Kahofer     | Georg Schmied         |
| Italien        | Andrea Bitetti    | Emilio Sciacca        |
| Norwegen       | Gazi Özcan        | Markus Kotvojs        |
| Ungarn         | Peter Varga       | Balazs Leb            |
| Niederlande B  | Barry van Beers   | Martien van der Spoel |
| Belgien B      | Frédéric Caudron  | Roland Forthomme      |
| Griechenland B | Nikos Tremoulis   | Dionisis Tsokantas    |
| Spanien B      | Javier Palazón    | Sergio Jimenez        |
| Türkei B       | Lütfi Çenet       | Tolgahan Kiraz        |
| Deutschland B  | Ronny Lindemann   | Dustin Jäschke        |
| Frankreich B   | Jean Reverchon    | Cedric Melnytschenko  |

## Finalrunde

### Vorrunde
| Platz | Nation         | MP  | PP  | Pkte | Aufn | MGD   | BMD   | BED   | HS |
| ----- | -------------- | --- | --- | ---- | ---- | ----- | ----- | ----- | -- |
| 1     | Belgien A      | 3:1 | 6:2 | 112  | 73   | 1,534 | 1,875 | 2,307 | 7  |
| 2     | Griechenland B | 3:1 | 5:3 | 102  | 98   | 1,040 | 1,052 | 1,111 | 6  |
| 3     | Ungarn         | 0:4 | 1:7 | 72   | 89   | 0,808 | -     | 1,111 | 9  |

| Platz | Nation    | MP  | PP  | Pkte | Aufn | MGD   | BMD   | BED   | HS |
| ----- | --------- | --- | --- | ---- | ---- | ----- | ----- | ----- | -- |
| 1     | Türkei A  | 4:0 | 8:0 | 120  | 82   | 1,463 | 1,500 | 1,666 | 9  |
| 2     | Luxemburg | 2:2 | 4:4 | 89   | 104  | 0,855 | 0,937 | 0,967 | 6  |
| 3     | Norwegen  | 0:4 | 0:8 | 52   | 106  | 0,490 | -     | -     | 5  |

| Platz | Nation     | MP  | PP  | Pkte | Aufn | MGD   | BMD   | BED   | HS |
| ----- | ---------- | --- | --- | ---- | ---- | ----- | ----- | ----- | -- |
| 1     | Belgien B  | 4:0 | 8:0 | 120  | 72   | 1,666 | 1,764 | 2,000 | 10 |
| 2     | Spanien A  | 1:3 | 2:6 | 103  | 57   | 1,807 | 2,391 | 3,333 | 10 |
| 3     | Tschechien | 1:3 | 2:6 | 74   | 61   | 1,213 | 1,565 | 2,142 | 9  |

| Platz | Nation   | MP  | PP  | Pkte | Aufn | MGD   | BMD   | BED   | HS |
| ----- | -------- | --- | --- | ---- | ---- | ----- | ----- | ----- | -- |
| 1     | Türkei B | 4:0 | 8:0 | 120  | 86   | 1,395 | 1,463 | 1,764 | 8  |
| 2     | Dänemark | 2:2 | 4:4 | 98   | 88   | 1,113 | 1,395 | 1,364 | 6  |
| 3     | Italien  | 0:4 | 0:8 | 77   | 84   | 0,916 | -     | -     | 6  |

| Platz | Nation        | MP  | PP  | Pkte | Aufn | MGD   | BMD   | BED   | HS |
| ----- | ------------- | --- | --- | ---- | ---- | ----- | ----- | ----- | -- |
| 1     | Deutschland A | 2:2 | 4:4 | 112  | 65   | 1,723 | 2,222 | 3,000 | 14 |
| 2     | Spanien B     | 2:2 | 4:4 | 97   | 60   | 1,616 | 1,818 | 1,875 | 10 |
| 3     | Schweden      | 2:2 | 4:4 | 105  | 71   | 1,478 | 1,578 | 1,666 | 9  |

| Platz | Nation        | MP  | PP  | Pkte | Aufn | MGD   | BMD   | BED   | HS |
| ----- | ------------- | --- | --- | ---- | ---- | ----- | ----- | ----- | -- |
| 1     | Niederlande A | 4:0 | 8:0 | 120  | 67   | 1,791 | 2,000 | 3,333 | 11 |
| 2     | Deutschland B | 2:2 | 4:4 | 102  | 84   | 1,214 | 1,276 | 1,428 | 8  |
| 3     | Schweiz       | 0:4 | 0:8 | 43   | 77   | 0,588 | -     | -     | 5  |

| Platz | Nation       | MP  | PP  | Pkte | Aufn | MGD   | BMD   | BED   | HS |
| ----- | ------------ | --- | --- | ---- | ---- | ----- | ----- | ----- | -- |
| 1     | Frankreich B | 2:2 | 4:4 | 106  | 82   | 1,292 | 1,633 | 1,875 | 10 |
| 2     | Österreich   | 2:2 | 4:4 | 106  | 84   | 1,261 | 1,700 | 2,142 | 6  |
| 3     | Portugal     | 2:2 | 4:4 | 107  | 106  | 1,009 | 1,038 | 1,200 | 6  |

| Platz | Nation         | MP  | PP  | Pkte | Aufn | MGD   | BMD   | BED   | HS |
| ----- | -------------- | --- | --- | ---- | ---- | ----- | ----- | ----- | -- |
| 1     | Niederlande B  | 3:1 | 6:2 | 111  | 79   | 1,405 | 1,764 | 1,764 | 9  |
| 2     | Frankreich A   | 2:2 | 3:5 | 104  | 87   | 1,195 | 1,132 | 1,428 | 7  |
| 3     | Griechenland A | 1:3 | 3:5 | 99   | 98   | 1,010 | 1,022 | 1,304 | 5  |

### KO-Runde
In der Finalrunde wurde bis 40 Punkte gespielt. Bei einem Unentschieden zählten die erzielten Punkte.

|  | Viertelfinale 40 Punkte | Viertelfinale 40 Punkte |               |                   | Halbfinale 40 Punkte | Halbfinale 40 Punkte |  |  | Finale 40 Punkte | Finale 40 Punkte |
|  |                         |                         |               |                   |                      |                      |  |  |                  |                  |
|  | Niederlande A           | 2:0/4:0/1,818           |               |                   |                      |                      |  |  |                  |                  |
|  | Türkei B                | 0:2/0:4/1,159           |               |                   |                      |                      |  |  |                  |                  |
|  | Türkei B                | 0:2/0:4/1,159           | Niederlande A | 2:0/2:0/2,194     |                      |                      |  |  |                  |                  |
|  |                         |                         | Niederlande A | 2:0/2:0/2,194     |                      |                      |  |  |                  |                  |
|  |                         | Deutschland A           | 0:2/0:2/1,055 |                   |                      |                      |  |  |                  |                  |
|  | Deutschland A           | Deutschland A           | 0:2/0:2/1,055 | 1:1/2:2/1,225(76) |                      |                      |  |  |                  |                  |
|  | Deutschland A           |                         |               | 1:1/2:2/1,225(76) |                      |                      |  |  |                  |                  |
|  | Frankreich B            | 1:1/2:2/1,080(67)       |               |                   |                      |                      |  |  |                  |                  |
|  |                         |                         | Niederlande A | 2:0/2:0/1,918     |                      |                      |  |  |                  |                  |
|  |                         | Belgien B               | 0:2/0:2/1,702 |                   |                      |                      |  |  |                  |                  |
|  | Türkei A                | 2:0/4:0/1,538           |               |                   |                      |                      |  |  |                  |                  |
|  | Niederlande B           | 0:2/0:4/0,884           |               |                   |                      |                      |  |  |                  |                  |
|  | Niederlande B           | 0:2/0:4/0,884           | Türkei A      | 0:2/0:4/1,473     |                      |                      |  |  |                  |                  |
|  |                         |                         | Türkei A      | 0:2/0:4/1,473     |                      |                      |  |  |                  |                  |
|  |                         | Belgien B               | 2:0/4:0/2,105 |                   |                      |                      |  |  |                  |                  |
|  | Belgien B               | Belgien B               | 2:0/4:0/2,105 | 2:0/4:0/1,777     |                      |                      |  |  |                  |                  |
|  | Belgien B               |                         |               | 2:0/4:0/1,777     |                      |                      |  |  |                  |                  |
|  | Belgien A               | 0:2/0:4/1,533           |               |                   |                      |                      |  |  |                  |                  |

### Abschlusstabelle Finalrunde
| MP    | Match Punkte (Sieger = 2; Unentschieden = 1; Verlierer = 0) |
| SV    | Satzverhältnis (nur bei Turnieren im Satzsystem)            |
| Pkte. | Erzielte Karambolagen                                       |
| Aufn. | benötigte Aufnahmen                                         |
| GD    | Generaldurchschnitt                                         |
| MGD   | Mannschafts-Generaldurchschnitt                             |
| BED   | Bester Einzeldurchschnitt eines Spielers                    |
| BEMD  | Bester Einzeldurchschnitt einer Mannschaft                  |
| BSD   | Bester Satzdurchschnitt eines Spielers                      |
| HS    | Höchstserie                                                 |
| WRP   | Weltranglistenpunkte                                        |

| Phase           | Platz | Nation         | MP   | PP   | Pkte | Aufn | MGD   | BMD   | BGD   | BED   | HS |
| --------------- | ----- | -------------- | ---- | ---- | ---- | ---- | ----- | ----- | ----- | ----- | -- |
| Finale          | 1     | Niederlande A  | 10:0 | 16:0 | 350  | 184  | 1,902 | 2,194 | 2,278 | 3,333 | 12 |
| Finale          | 2     | Belgien B      | 8:2  | 16:2 | 343  | 192  | 1,786 | 2,105 | 1,888 | 2,105 | 12 |
| Halb- finale    | 3     | Türkei A       | 6:2  | 12:4 | 256  | 172  | 1,488 | 1,538 | 1,821 | 1,904 | 9  |
| Halb- finale    | 3     | Deutschland A  | 3:5  | 6:8  | 226  | 163  | 1,386 | 2,222 | 1,390 | 3,000 | 14 |
| Viertel- finale | 5     | Türkei B       | 4:2  | 8:4  | 171  | 130  | 1,315 | 1,463 | 1,400 | 1,764 | 8  |
| Viertel- finale | 6     | Belgien A      | 3:3  | 6:6  | 181  | 118  | 1,533 | 1,875 | 2,000 | 2,307 | 7  |
| Viertel- finale | 7     | Niederlande B  | 3:3  | 6:6  | 157  | 131  | 1,198 | 1,764 | 1,228 | 1,764 | 9  |
| Viertel- finale | 8     | Frankreich B   | 2:4  | 6:6  | 173  | 144  | 1,201 | 1,633 | 1,298 | 1,875 | 10 |
| Gruppen- phase  | 9     | Griechenland B | 3:1  | 5:3  | 102  | 98   | 1,040 | 1,052 | 1,052 | 1,111 | 6  |
| Gruppen- phase  | 10    | Spanien B      | 2:2  | 4:4  | 97   | 60   | 1,616 | 1,818 | 1,653 | 1,875 | 10 |
| Gruppen- phase  | 11    | Österreich     | 2:2  | 4:4  | 106  | 84   | 1,261 | 1,700 | 1,410 | 2,142 | 6  |
| Gruppen- phase  | 12    | Deutschland B  | 2:2  | 4:4  | 102  | 84   | 1,214 | 1,276 | 1,222 | 1,428 | 8  |
| Gruppen- phase  | 13    | Frankreich A   | 2:2  | 3:5  | 104  | 87   | 1,195 | 1,132 | 1,210 | 1,428 | 7  |
| Gruppen- phase  | 14    | Dänemark       | 2:2  | 4:4  | 98   | 88   | 1,113 | 1,395 | 1,364 | 1,364 | 6  |
| Gruppen- phase  | 15    | Luxemburg      | 2:2  | 4:4  | 89   | 104  | 0,855 | 0,937 | 0,872 | 0,967 | 6  |
| Gruppen- phase  | 16    | Spanien A      | 1:3  | 2:6  | 103  | 57   | 1,807 | 2,391 | 2,071 | 3,333 | 10 |
| Gruppen- phase  | 17    | Schweden       | 2:2  | 4:4  | 105  | 71   | 1,478 | 1,578 | 1,540 | 1,666 | 9  |
| Gruppen- phase  | 18    | Portugal       | 2:2  | 4:4  | 107  | 106  | 1,009 | 1,038 | 1,153 | 1,200 | 6  |
| Gruppen- phase  | 19    | Griechenland A | 1:3  | 3:5  | 99   | 98   | 1,010 | 1,022 | 1,090 | 1,304 | 5  |
| Gruppen- phase  | 20    | Tschechien     | 1:3  | 2:6  | 74   | 61   | 1,213 | 1,565 | 1,718 | 2,142 | 9  |
| Gruppen- phase  | 21    | Ungarn         | 0:4  | 1:7  | 72   | 89   | 0,808 | -     | 0,900 | 1,111 | 9  |
| Gruppen- phase  | 22    | Italien        | 0:4  | 0:8  | 77   | 84   | 0,916 | -     | 0,956 | -     | 6  |
| Gruppen- phase  | 23    | Schweiz        | 0:4  | 0:8  | 43   | 77   | 0,588 | -     | 0,900 | -     | 5  |
| Gruppen- phase  | 24    | Norwegen       | 0:4  | 0:8  | 52   | 106  | 0,490 | -     | 0,508 | -     | 5  |